# Druzjkivka
Druzjkivka (ukrainsk: Дружківка; russisk: Дружковка) er en industriby med 59.596 indbyggere i Donetsk oblast i det østlige Ukraine. Den er beliggende nær sammeløbet af floderne Krivij Torets og Kazennij Torets.

## Historie
Historiske optegnelser viser, at en bosætning med navnet Druzjkivka blev etableret i området 1781. Fra slutningen af 1800-tallet og gennem 1900-tallet voksede Druzjkivka til en industriby med flere store fabrikker, der producerede mineudstyr, komfurer, porcelæn og mursten, samt flere lergrave i byens nærhed.
Det økonomiske sammenbrud efter opløsningen af Sovjetunionen resulterede i hurtigt nedgang for de lokale industrier, med fabrikslukninger og omfattende nedskæringer, der førte til høj arbejdsløshed og befolknings udvandring. Dette blev forværret af det faktum, at mange tidligere beboere kom til byen fra hele Sovjetunionen udelukkende for at få beskæftigelsen i de engang blomstrende industrier. Den nuværende befolkning på under 60.000 er langt under det historiske højdepunkt på mindst 80.000 i midten af 1980'erne.
Under Anden Verdenskrig blev Druzjkivka besat af den tyske hær fra 22. oktober 1941 til 6. februar 1943 og igen fra 9. februar til 6. september 1943. Under Nazi-Tysklands besættelse blev mange lokale jøder dræbt. Et vidne fra landsby beskrev at tyskerne hængte jøderne i landsbyen langs jernbanen.
I midten af april 2014 blev byen indtaget af pro-russiske separatister under de igangværende uroligheder i Østukraine. Byen blev generobret af ukrainske kræfter den 7. juli 2014 sammen med Artemivsk.

## Demografi
Ifølge folketællingen i 2001 var indbyggertallet 64.641, hvoraf 28,38% opgav at deres modersmål var ukrainsk, 70,27% russisk, 0,46% armensk, 0,10% græsk, 0,03% hviderussisk og 0,01% moldovisk.
Den nationale fordeling ved folketællingen i 2001 var:
|              | indbyggere | %    |
| Ukrainere    | 48 302     | 64,4 |
| Russere      | 24 122     | 32,2 |
| Armeniere    | 612        | 0,8  |
| Hviderussere | 490        | 0,7  |
| Tatarer      | 216        | 0,3  |